# Reaparecer (videojuegos)
En videojuegos, el reaparecer (también llamado «spawn» o «respawn», por su nombre en inglés) es la característica de generar un personaje o PNJ, que incluso se puede extrapolar a un objeto. En términos generales, esto puede referirse a la primera aparición de una entidad o las reapariciones consecutivas, tras su muerte o destrucción, quizás después de perder una de sus vidas.
Normalmente, todos los personajes jugadores aparecen al comienzo de una ronda, mientras que algunos objetos o monstruos pueden reaparecer después de un rato o al producirse un evento particular. Cuando un personaje jugador reaparece, generalmente lo hace en un punto anterior del nivel y recibe algún tipo de penalización.
El término fue acuñado por id Software en el contexto de su juego, Doom.

## Puntos de reaparición
Los puntos de aparición son zonas de un nivel donde aparecen los jugadores. En los niveles diseñados para jugar en equipo, estos puntos suelen estar agrupados de manera que cada equipo reaparece en su propia base. Estos puntos generalmente están reservados para un equipo y, cuando la partida lo requiera, tienen la capacidad de cambiar de manos al otro equipo. Algunos juegos incluso permiten que los jugadores creen puntos de reaparición; usando una baliza, por ejemplo, en Battlefield 2142.
Hay una práctica de campeo relacionada con la reaparición que consiste en que un jugador espere cerca del punto de reaparición para matar a los enemigos a medida que aparecen, sin darles opción a defenderse. Generalmente esto se considera una falta de espíritu deportivo y algunos jugadores incluso lo perciben como un abuso del juego en sí. La mayoría de los juegos en equipo tienen algún tipo de protección contra el campeo en base, como una puerta de un solo sentido, defensas de IA permanentes o incluso un temporizador que mata a los enemigos si pasan demasiado tiempo cerca de la base enemiga. Los juegos con puntos de reaparición capturables suelen dejar algunos puntos de aparición sin este tipo de protección. Los puntos de reaparición de objetos también están presentes en otros juegos como los MMORPG.

## Reaparición de enemigos
En algunos juegos, los enemigos pueden reaparecer (o aparecer otros nuevos) para mantener a los jugadores alerta y crear tensión o forzar a los jugadores a seguir adelante, haciendo que sea demasiado arriesgado y/o peligroso permanecer en un lugar durante demasiado tiempo. Los primeros juegos que incluyen la reaparición de monstruos son Joust, Doom y su secuela Doom II: Hell on Earth. Los enemigos en estos juegos tenían la capacidad de surgir de sus compañeros de equipo.
En los MMORPG, es habitual que las criaturas enemigas reaparezcan continuamente para que todos los jugadores tengan la oportunidad de luchar. Algunos de estos juegos implementan instancias, que crean una copia temporal del mundo del juego y sus personajes, reservada para un subconjunto de jugadores; esto permite a cada subconjunto la oportunidad de experimentar esa parte del juego sin que interfieran otros jugadores no invitados.

## Entidades generadas por jugadores
En algunos juegos un jugador con acceso a herramientas administrativas o de depuración puede hacer aparecer entidades u objetos para recoger con ellas.